# 궐련 물부리

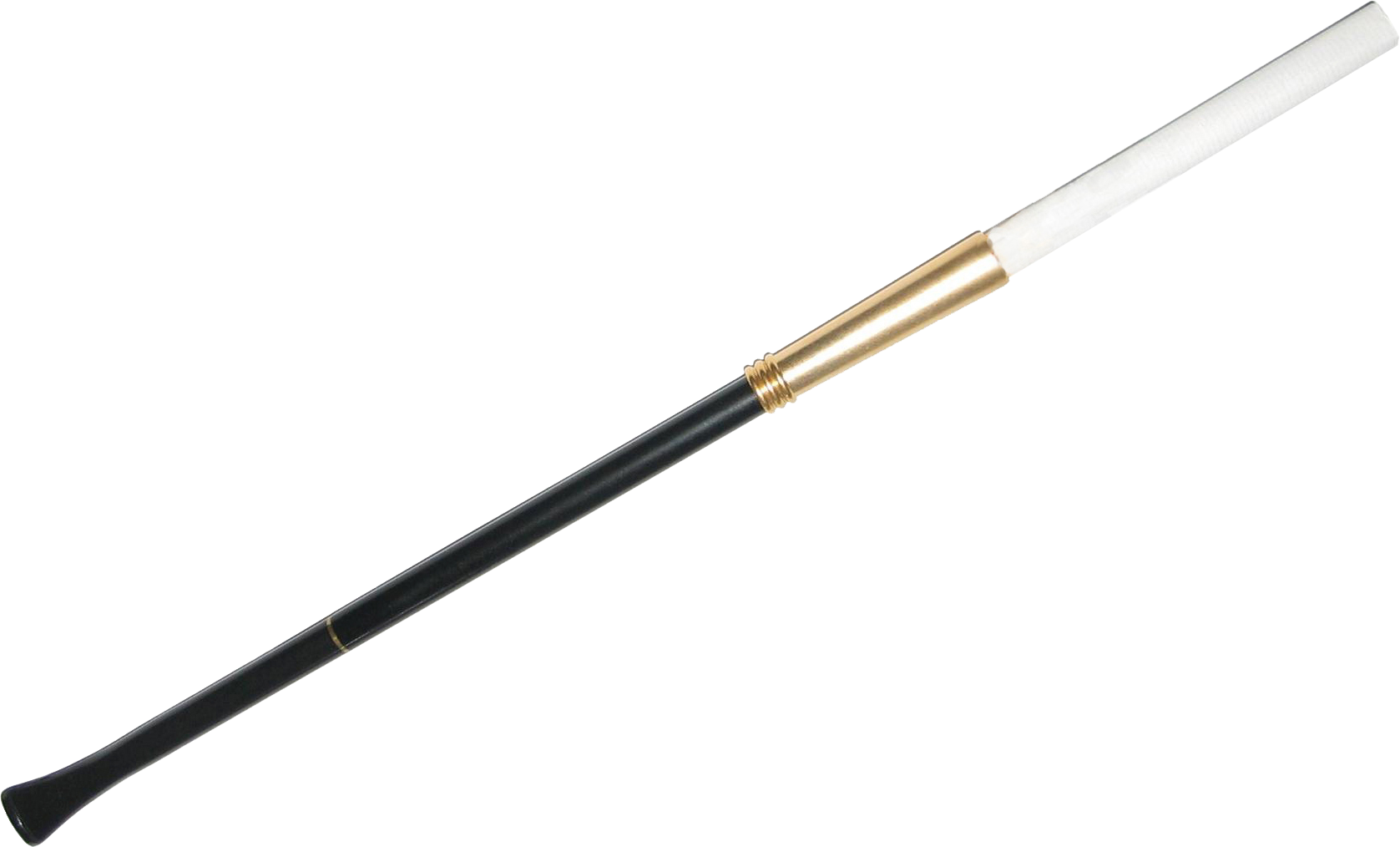
궐련을 끼운 물부리.

궐련 물부리(cigarette holder)는 궐련을 피울 때 쓰는 물건이다.
담배를 피우기 위해 담는 가느다란 튜브 모양의 패션 액세서리이다. 은, 옥 또는 베이클라이트(과거에는 인기가 있었지만 지금은 현대 플라스틱으로 완전히 대체됨)로 가장 자주 만들어지는 담배 홀더는 1910년대 초반부터 1970년대 초반까지 여성 패션의 필수 요소로 간주되었다.